# Lars Grini
Lars Grini (Gran, 29 giugno 1944) è un ex saltatore con gli sci norvegese.

## Biografia
Debuttò in campo internazionale il 30 dicembre 1965 al Torneo dei quattro trampolini. Il 10 febbraio 1967 divenne primatista mondiale sul trampolino Heini Klopfer di Oberstdorf con 147 metri; si migliorò il giorno dopo, divenendo il primo atleta a raggiungere i 150 metri nella specialità.
In carriera ha preso parte a un'edizione dei Giochi olimpici invernali, Grenoble 1968 (13° nel trampolino normale, 3° nel trampolino lungo) e a una dei Campionati mondiali, vincendo una medaglia

## Palmarès

### Olimpiadi
- 1 medaglia, valida anche ai fini iridati:
  - 1 bronzo (trampolino lungo a Grenoble 1968)

### Mondiali
- 1 medaglia, oltre a quella conquistata in sede olimpica e valida anche ai fini iridati:
  - 1 bronzo (trampolino normale a Vysoké Tatry 1970)

### Torneo dei quattro trampolini
- 2 podi di tappa:
  - 1 secondo posto
  - 1 terzo posto

### Campionati norvegesi
- 3 ori (trampolino normale nel 1970; trampolino normale nel 1973; trampolino lungo nel 1974)[senza fonte]